# Pycnocarpon magnificum
Pycnocarpon magnificum är en svampart som först beskrevs av Syd., P. Syd. & E.J. Butler, och fick sitt nu gällande namn av Ferdinand Theissen 1913. Pycnocarpon magnificum ingår i släktet Pycnocarpon, klassen Dothideomycetes, divisionen sporsäcksvampar och riket svampar.   Inga underarter finns listade i Catalogue of Life.